# Alejandro Barrientos
Luis Alejandro Barrientos Arguedas (Moravia, San José, Costa Rica, 11 de febrero de 1998) es un futbolista costarricense que juega de portero en Club Sport Uruguay de Coronado de la Segunda División de Costa Rica.

## Trayectoria

### Inicios
Alejandro Barrientos nació el 11 de febrero de 1988 en Moravia, San José. Creció en el distrito de La Trinidad y de niño se interesó en el deporte. Posteriormente ingresó a una escuela de fútbol de su localidad y su posición inicial fue de lateral izquierdo, pero la varió al colocarse en ocasiones como guardameta. Sus condiciones le permitieron consolidarse mejor como cancerbero, tal motivo que fue reclutado por el desaparecido Brujas Fútbol Club, para integrar las categorías inferiores. Barrientos permaneció entrenando con los hechiceros por dos años y medio hasta ser llamado por el Deportivo Saprissa. Avanzó en la división menor hasta ser parte de la Sub-17.

### Belén F.C.
El portero firmó con Belén de la Primera División costarricense a partir del Campeonato de Invierno 2016. Bajo las órdenes del entrenador mexicano Fernando Palomeque, Barrientos debió esperar su debut hasta la jornada 19. El 29 de octubre marcó su inicio como titular en el partido contra la Universidad de Costa Rica, en el Estadio Rosabal Cordero, y encajó su primer gol como profesional al minuto 8', por parte del rival Freddy Álvarez. A pesar del marcador en contra, su equipo logró sobreponerse hasta dar vuelta el resultado para lograr la victoria de 3-2. En total contabilizó cuatro apariciones y recibió nueve anotaciones. Por otra parte, su club quedó en el noveno puesto de la tabla con 23 puntos.
Para el inicio del Campeonato de Verano que se llevó a cabo el 8 de enero, el equipo belemita tuvo la visita al Estadio Edgardo Baltodano, donde enfrentó a Liberia. Por su parte, Alejandro Barrientos no fue tomado en consideración para este juego, mientras que el marcador fue con derrota de 1-0. El 19 de febrero, en la pérdida con goleada de 7-0 dada por Limón en el Estadio Juan Gobán, provocó que el entrenador Palomeque renunciara de su puesto. Debido a esta situación, la dirigencia nombró al uruguayo Daniel Casas como el nuevo estratega. En la jornada de cierre de la etapa de clasificación del torneo, su club se vio obligado a sacar una victoria para mantener la categoría, por lo que el 16 de abril enfrentó a Limón en el Estadio "Coyella" Fonseca. Su compañero mexicano Julio Cruz marcó tres goles en la victoria de 3-1. Además, en combinación con otros resultados, su equipo logró evadir el descenso tras ubicarse en el undécimo lugar de la tabla general acumulada.

## Selección costarricense

### Categorías inferiores
El 31 de octubre de 2014, Luis Fernando Fallas, entrenador de la Selección Sub-17 de Costa Rica, dio en conferencia de prensa la lista de 18 futbolistas que participarían en la Eliminatoria Centroamericana previa al Campeonato de Concacaf del año siguiente; en su nómina destacó la integración de Alejandro Barrientos. En esta triangular enfrentó a las selecciones de Belice y El Salvador en el Estadio Edgardo Baltodano, en los primeros días de noviembre. Barrientos alternó la titularidad con su compañero Patrick Sequeira y los costarricenses avanzaron al torneo del área.
El 31 de enero de 2015, Marcelo Herrera, nuevo técnico de la Selección Sub-17 de Costa Rica, anunció el llamado de sus jugadores para hacer frente a la edición XLI de la Copa del Atlántico, tradicionalmente llevada a cabo en la Gran Canaria de España. El guardameta fue considerado en esta lista. El 3 de febrero se dio el primer partido ante el combinado español, en el cual Alejandro fue titular en la pérdida de 3-0. De igual manera, el segundo juego culminó en derrota, siendo esta vez con marcador de 2-0 contra Portugal. El último cotejo finalizó en empate a dos tantos, frente a la Selección de Canarias en el Estadio Alfonso Silva. De acuerdo con los resultados obtenidos por su país, los costarricenses finalizaron en el cuarto puesto del torneo.

#### Campeonato Sub-17 de Concacaf 2015
La selección de Costa Rica fue sorteada en el grupo B del Campeonato de la Concacaf, junto con Santa Lucía, Canadá, Haití, Panamá y México. Esta competición se realizó en territorio hondureño. Por otro lado, su país obtuvo tres triunfos, un empate y una derrota, para colocarse en la tercera posición con 10 puntos, y asimismo un puesto para el repechaje. En la segunda fase disputada el 15 de marzo, enfrentaron de nuevo a los canadienses, y el marcador con cifras de 3-0 favoreció a los costarricenses para la clasificación al mundial. El cancerbero encajó cinco goles en seis partidos para promedio de 0,83 tantos por juego y tuvo intervenciones importantes que le permitieron hacerse con el guante de oro de la competición.

#### Mundial Sub-17 de 2015
El director técnico de la selección Marcelo Herrera, dio la lista de convocados para el Campeonato Mundial de 2015, desarrollado en Chile. Anteriormente, su país enfrentó partidos amistosos contra conjuntos argentinos y el 6 de agosto se dio a conocer que estaría en el grupo E. Alejandro Barrientos fue titular indiscutible durante todos los juegos. El primer encuentro se realizó el 19 de octubre en el Estadio Municipal de Concepción frente a Sudáfrica; sus compañeros Kevin Masis y Andy Reyes anotaron para el triunfo de 2-1. Tres días después, su país tuvo el segundo cotejo contra Rusia en el mismo escenario deportivo; el empate a un gol prevaleció hasta el final. El 25 de octubre fue el último partido de la fase de grupos ante Corea del Norte en el Estadio Regional de Chinquihue; el marcador fue con derrota de 1-2. Según los resultados obtenidos en esta etapa, su país alcanzó el segundo lugar con 4 puntos y con esto, el pase a la ronda eliminatoria. El 29 de octubre se efectuó el juego de los octavos de final de la competencia, donde su selección enfrentó a Francia. La igualdad sin anotaciones provocó que esta serie se llevara a los lanzamientos desde el punto de penal, en los cuales el 3-5 favoreció a los costarricenses, y logrando así su primera clasificación a cuartos de final desde que se estableció el actual formato. El 2 de noviembre se llevó a cabo el encuentro contra Bélgica, en el que su selección perdió con marcador de 1-0, quedando eliminados del torneo.
| Mundial                     | Sede  | Resultado        |
| --------------------------- | ----- | ---------------- |
| Copa Mundial Sub-17 de 2015 | Chile | Cuartos de final |

El 3 de mayo de 2016, Barrientos fue partícipe en la derrota de 1-3 de su país frente a Honduras, en el Complejo Deportivo Fedefutbol-Plycem. En este juego amistoso, su compañero Luis Hernández anotó un gol de su combinado al minuto 72'. Dos días después fue el segundo compromiso, de nuevo contra los hondureños. El futbolista relevó su espacio a Mario Sequeira y el resultado terminó en igualdad a dos tantos.
El 27 de junio de 2016, la escuadra Sub-20 costarricense viajó a Estados Unidos para llevar a cabo la participación en una cuadrangular en Carson, California. El entrenador Herrera dio la nómina de convocados donde Barrientos se encontró en la misma. Dos días después se desarrolló el primer compromiso frente los estadounidenses, en el cual el futbolista apareció como titular en la pérdida de 2-0. El 1 de julio se efectuó el partido ante Japón que culminó en derrota de 3-0. Alejandro inició como titular en este cotejo. En el último encuentro contra Panamá, el portero quedó en la suplencia tras ser sustituido por Ricardo Montenegro, en el empate sin anotaciones.
El 19 de diciembre de 2016, Barrientos entró en la convocatoria para el amistoso ante Estados Unidos, de local en el Complejo Deportivo Fedefútbol-Plycem. En el partido apareció como titular con la dorsal «1», y estuvo los 90 minutos en la igualada sin anotaciones.

#### Campeonato Sub-20 de Concacaf 2017
El representativo costarricense Sub-20, para el Campeonato de la Concacaf de 2017, se definió oficialmente el 10 de febrero. En la lista de convocados que dio el director técnico Marcelo Herrera se incluyó al guardameta. El primer partido fue el 19 de febrero en el Estadio Ricardo Saprissa, donde su combinado enfrentó a El Salvador. En esta oportunidad, Barrientos fue suplente mientras que el resultado concluyó con la derrota inesperada de 0-1. La primera victoria de su país fue obtenida tres días después en el Estadio Nacional, con marcador de 1-0 sobre Trinidad y Tobago, y el anotador fue su compañero Randall Leal por medio de un tiro libre. El 25 de febrero, en el mismo escenario deportivo, la escuadra costarricense selló la clasificación a la siguiente ronda como segundo lugar tras vencer con cifras de 2-1 a Bermudas. El 1 de marzo, su conjunto perdió 2-1 contra Honduras, y dos días después empató a un tanto frente a Panamá. Con este rendimiento, la selección de Costa Rica quedó en el segundo puesto con solo un punto, el cual fue suficiente para el avance a la Copa Mundial que tomaría lugar en Corea del Sur. Estadísticamente, el cancerbero acumuló cinco juegos consecutivos en el banquillo, sin ninguna posibilidad de ver acción.

#### Juegos Centroamericanos 2017
El 29 de noviembre de 2017, Barrientos entró en la lista oficial de dieciocho jugadores del entrenador Marcelo Herrera, para enfrentar el torneo de fútbol masculino de los Juegos Centroamericanos, cuya sede fue en Managua, Nicaragua, con el representativo de Costa Rica Sub-21. Fue suplente en los partidos por la fase de grupos ante Panamá (victoria 1-0 el 5 de diciembre) y El Salvador (0-0 el 9 de diciembre) —ambos en el Estadio Nacional—. Los costarricenses avanzaron a la etapa eliminatoria de la triangular siendo líderes con cuatro puntos. De igual manera, vio desde el banquillo el triunfo por 1-0 sobre el anfitrión Nicaragua, así como la derrota con el mismo marcador ante Honduras, por la final, quedándose con la medalla de plata de la competencia.
| Juegos                       | Sede      | Resultado  |
| ---------------------------- | --------- | ---------- |
| Juegos Centroamericanos 2017 | Nicaragua | Subcampeón |

El 15 de julio de 2019, Barrientos fue convocado por Douglas Sequeira en la selección Sub-23 para jugar la eliminatoria al Preolímpico de Concacaf. Dos días después quedó en la suplencia frente a Guatemala en el Estadio Doroteo Guamuch Flores, donde el resultado se consumió en victoria por 0-3. A pesar de la derrota dada el 21 de julio por 0-2 en la vuelta en el Estadio Morera Soto, su combinado logró clasificarse al torneo continental.

## Clubes
| Club                 | País       | Año               |
| -------------------- | ---------- | ----------------- |
| Belén F.C.           | Costa Rica | 2016 - 2017       |
| Guadalupe F.C.       | Costa Rica | 2017 - 2020       |
| Club Sport Herediano | Costa Rica | 2020              |
| Guadalupe F.C.       | Costa Rica | 2021              |
| Club Sport Herediano | Costa Rica | 2021              |
| Guadalupe F.C.       | Costa Rica | 2022 - 2023       |
| Santos de Guápiles   | Costa Rica | 2023 - 2025       |
| PFA Antioquia        | Costa Rica | 2025 - Actualidad |

## Palmarés

### Títulos nacionales
| Título                         | Club                 | País       | Año           |
| ------------------------------ | -------------------- | ---------- | ------------- |
| Primera División de Costa Rica | Club Sport Herediano | Costa Rica | Apertura 2021 |

### Distinciones individuales
| Distinción                                           | Año  |
| ---------------------------------------------------- | ---- |
| Guante de Oro del Campeonato Sub-17 de Concacaf 2015 | 2015 |